# Полунин, Фёдор Афанасьевич
Фёдор Афана́сьевич Полу́нин (род. ? — 1787 ) — русский воевода из города Вереи (1771—1774) и учёный-географ, составитель первого «Географического лексикона Российского государства» (1773), — справочного пособия по физической и экономической географии России до выхода в свет «Географическо-статистического словаря Российской империи» П. Семёнова (1862—1883); переводчик с французского.
В 1748 году поступил в Сухопутный шляхетный корпус, откуда в 1756 году был выпущен армейским поручиком для определения на вакантную секретарскую должность.

## Издания
Географический лексикон Российского государства
- «Географический лексикон Российского государства, или Словарь, описующий по азбучному порядку реки, озера, моря, горы, города, крепости, знатные монастыри, остроги, ясашные зимовия, рудные заводы, и прочия достопамятныя места обширной Российской империи, С объявлением и тех мест, которые в прежнюю и нынешнюю Турецкую войн, а некоторыя прежде того и от Персии, Российскою храбростию овладаемы были…» (1773), с поправками и предисловием Герарда Фридерика Миллера; (Google Books, РГБ)
- переработанное издание (в нескольких частях; 1786—1789): «Новый и полный географическій словарь Россійскаго государства, или лексикон… обширной имперіи Российской в нынѣшнем ея состояніи, в царствованіе императрицы Екатерины Великія новоустроенном» (часть I, А—Ж (РГБ); часть II, З—К (РГБ); часть III, Л—Н (Google, РГБ); часть IV, О—Р (Google, РГБ); часть V, С—Т (РГБ); часть VI, У—Ѳ (РГБ)).

Переводы с французского
- «Истинный мантор, или воспитание дворянства» Караччиоли (М., Тип. унив., 1760, 174 с.; в оригинале «Le véritable Mentor ou l 'éducation de la noblesse»; 1756);
- «Принцесса Вавилонская» Вольтера (в оригинале «La Princesse de Babylone»; несколько изданий перевода в 1770—1789 годы; например 1/ М., Печ. при Имп. Моск. ун-те, 1770, 174 с.; 2/ М., тип. Комп. типографич., 1788, 176 с.).